# Dreiband-Weltmeisterschaft 1991
Die Dreiband-Weltmeisterschaft 1991 war die 46. Auflage der Dreiband-Weltmeisterschaft, die seit 1928 in der Karambolagevariante Dreiband ausgetragen wird.

## Turnierdetails
1991 fand die WM in Form von fünf Weltcup-Turnieren statt. Dieser Modus wurde 1988 eingeführt. Es waren die Weltcups in
1. Gent (Belgien) 30. Oktober bis 2. November,
2. Berlin (Deutschland) 22. bis 24. November,
3. Palma (Spanien) 29. November bis 1. Dezember,
4. Seoul (Südkorea) 13. bis 15. Dezember
5. und das Finale in Tokio (Japan) vom 21. bis 23. Dezember.

Der Beste aus allen Turnieren war der neue Weltmeister.
Das vom 13. bis zum 15. Dezember in Seoul ausgetragene Weltcup-Turnier war das erste internationale Dreiband-Turnier in Südkorea. Es löste einen ungeahnten Dreiband-Boom in Korea aus. Heute zählen die Koreaner zu den besten Dreibandspielern weltweit und lösten Japan als größte Dreiband-Nation Asiens ab.
In den fünf Weltcupturnieren starteten 69 Teilnehmer.
Es wurden für die Turniere Weltranglistenpunkte vergeben (siehe Punkteschlüssel). Der Punktbeste aus allen Turnieren war der neue Weltmeister. Aus drei punktgleichen Spielern (je 150 Punkte) am Saisonende wurde Torbjörn Blomdahl aufgrund der meisten Siege Weltmeister. Er konnte zwei Weltcups gewinnen, Ceulemans und Jaspers nur je einen. Über die Zweit- und Drittplatzierung entschied die bessere Allgemeinplatzierung, Ceulemans wurde zweimal Zweiter und Jaspers einmal Dritter.

## Punkteschlüssel
| Platz | Punkte |
| ----- | ------ |
| 1.    | 60     |
| 2.    | 45     |
| 3.    | 30     |
| 4.    | 24     |
| 5.    | 21     |
| 6.    | 18     |
| 7.    | 15     |
| 8.    | 12     |

## Ergebnisse
| Ergebnisse Einzelturniere | Ergebnisse Einzelturniere | Ergebnisse Einzelturniere | Ergebnisse Einzelturniere | Ergebnisse Einzelturniere | Ergebnisse Einzelturniere | Ergebnisse Einzelturniere | Ergebnisse Einzelturniere |
| Jahr                      | Ort                       | Sieger                    | GD                        | Platz 2                   | GD                        | Platz 3                   | GD                        |
| ------------------------- | ------------------------- | ------------------------- | ------------------------- | ------------------------- | ------------------------- | ------------------------- | ------------------------- |
| 1991/1                    | Gent                      | Torbjörn Blomdahl         | 1,758                     | Sang Chun Lee             | 1,482                     | Richard Bitalis           | 1,315                     |
| 1991/2                    | Berlin                    | Sang Chun Lee             | 1,492                     | Raymond Ceulemans         | 1,570                     | Richard Bitalis           | 1,335                     |
| 1991/3                    | Palma                     | Torbjörn Blomdahl         | 1,616                     | Raymond Ceulemans         | 1,857                     | Dick Jaspers              | 1,579                     |
| 1991/4                    | Seoul                     | Raymond Ceulemans         | 1,356                     | Yoshihiko Mano            | 1,024                     | Ludo Dielis               | 1,106                     |
| 1991/5                    | Tokio                     | Dick Jaspers              | 1,712                     | Marco Zanetti             | 1,587                     | Ludo Dielis               | 1,161                     |

| Endstand Weltmeisterschaft 1991 | Endstand Weltmeisterschaft 1991 | Endstand Weltmeisterschaft 1991 | Endstand Weltmeisterschaft 1991 | Endstand Weltmeisterschaft 1991 | Endstand Weltmeisterschaft 1991 | Endstand Weltmeisterschaft 1991 | Endstand Weltmeisterschaft 1991 | Endstand Weltmeisterschaft 1991 | Endstand Weltmeisterschaft 1991 | Endstand Weltmeisterschaft 1991 | Endstand Weltmeisterschaft 1991 | Endstand Weltmeisterschaft 1991 |
| Jahr                            | Gold                            | Punkte                          | Sätze                           | GD                              | Silber                          | Punkte                          | Sätze                           | GD                              | Bronze                          | Punkte                          | Sätze                           | GD                              |
| ------------------------------- | ------------------------------- | ------------------------------- | ------------------------------- | ------------------------------- | ------------------------------- | ------------------------------- | ------------------------------- | ------------------------------- | ------------------------------- | ------------------------------- | ------------------------------- | ------------------------------- |
| 1991                            | Torbjörn Blomdahl               | 150                             | 34:16 (+18)                     | 1,504                           | Raymond Ceulemans               | 150                             | 36:21 (+15)                     | 1,518                           | Dick Jaspers                    | 150                             | 52:27 (+25)                     | 1,498                           |